# Friedrich Ludwig Wagner (Landrat)
Friedrich Gustav Ludwig Wagner (* 12. April 1910 in Bacharach; † 6. Januar 1999 in Kaiserslautern) war ein deutscher Landrat, Historiker, Heimatforscher und Herausgeber.

## Leben und Wirken
Friedrich Ludwig Wagner war ein Sohn des Prokuristen Otto Wagner und dessen Ehefrau Henriette, geborene Müller. Nach dem Besuch des Kaiser-Wilhelm-Realygymnasiums in Koblenz und der abgelegten Reifeprüfung im Jahr 1929 absolvierte er ein Studium der Rechts- und Staatswissenschaften in Bonn, Graz und Berlin. 
Wagner war 1929 erstmals und ab dem 1. Oktober 1931 erneut Mitglied der NSDAP. Nachfolgend wurde er am 3. Juli 1933 Gerichtsreferendar, am 20. August 1934 Regierungsreferendar sowie am 1. Juli 1937 Regierungsassessor mit Beschäftigung beim Landratsamt im Landkreis Tilsit. Ab dem 1. August 1938 war er bei der Regierung Stettin, ab Oktober 1939 beim Landratsamt Greifenhagen im Landkreis Greifenhagen und ab dem 1. Februar 1940 bei der Polizeiverwaltung in Remscheid tätig. Nach seiner Ernennung zum Regierungsrat am 1. September 1939 war er ab dem 16. Juli 1940 vertretungsweise bei der Verwaltung des Landkreises Simmern tätig, wo er ab dem 1. Januar 1941 zum kommissarischen Landrat ernannt wurde. Nach der erfolgten definitiven Ernennung zum dortigen Landrat am 28. August 1941 war er bis 1945 Kriegsteilnehmer im Zweiten Weltkrieg. Nach Kriegsende war er bei der Regierung Koblenz und nach der Ernennung zum Oberregierungsrat im September 1953 nachfolgend auch bei Regierung Trier tätig. Am 18. Dezember 1958 wurde er zum Landrat des Landkreises Kaiserslautern ernannt, die Amtseinführung erfolgte am 30. Dezember 1958 und der Dienstantritt am 8. Februar 1959. Nach 16-jähriger Tätigkeit als Landrat im Landkreis Kaiserslautern wurde er 1975 in den Ruhestand verabschiedet.
Wagner betätigte sich ferner als Verfasser landesgeschichtlicher und kulturpolitischer Publikationen über das Mittelrheingebiet, das Moselland, die Pfalz und er war Herausgeber einer Zeitschrift mit heimatkundlichem Inhalt.
Er war evangelisch und hatte 1974 Ruth Radke geheiratet. Aus der Ehe gingen Kinder Wolf-Manfred, Gislint und Gunhilt hervor. Er war Rotarier und hatte verschiedene Ehrenstellen, darunter ab 1968 die Präsidentschaft der Pfälzischen Gesellschaft zur Förderung der Wissenschaften. Im Jahr 1975 erhielt er das Bundesverdienstkreuz I. Klasse.

## Publikationen (Auswahl)
- Stadt Bacharach und Samtgemeinde der Viertäler: ein Beitrag zur Geschichte der Selbstverwaltung und Landeshoheit in einer mittelrheinischen Stadt und Landschaft. Stadtverwaltung Bacharach, Bacharach 1956 . OCLC 1050553444
- Landkreis Kaiserslautern Monographie einer Landschaft. Mushake, Trautheim über Darmstadt / Mainz am Rhein 1961. OCLC 311501591
- Ministerialität im pfälzer Raum. Referate und Aussprachen der Arbeitstagung vom 12. bis 14. Oktober 1972 in Kaiserslautern. Mit der Pfälzischen Gesellschaft zur Förderung der Wissenschaften. Verlag der Pfälzischen Gesellschaft zur Förderung der Wissenschaften, Speyer 1975. OCLC 2332618
- Strukturwandel im pfälzischen Raum vom Ancien Régime bis zum Vormärz. Referate und Aussprachen der Arbeitstagung vom 10. bis 11. Oktober 1975 in Speyer. Mit der Pfälzischen Gesellschaft zur Förderung der Wissenschaften. Verlag der Pfälzischen Gesellschaft zur Förderung der Wissenschaften, Speyer 1982. OCLC 11867621
- mit Arnold Wolff: Die Wernerkapelle in Bacharach am Rhein. Neusser Druckerei und Verlag, Neuss 1983 (= Rheinische Kunststätten. Heft 276). OCLC 46120967
- Veröffentlichungen von Landrat Friedrich Ludwig Wagner. Wagner, Kaiserslautern 1988. OCLC 1071599351
- Die Reformation im Vierthälergebiet. Herausgegeben vom Verein für die Geschichte der Stadt Bacharach der Viertäler e. V. in Zusammenarbeit mit der Evangelischen Kirchengemeinde Vierthäler; Redaktion: Christian Binz (Herausgeber), 2017, ISBN 978-3-928022-20-0.